# Albone-Gletscher
Der Albone-Gletscher ist schmaler und tief zerfurchter Gletscher im westantarktischen Grahamland. Er fließt vom Detroit-Plateau südwärts an der Ostseite des Wolseley Buttress.
Der Falkland Island Dependencies Survey nahm eine Kartierung anhand eigener Vermessungen zwischen 1960 und 1961 vor. Das UK Antarctic Place-Names Committee benannte den Gletscher nach Dan Albone (1860–1906), Gründer der Firma Ivel und Konstrukteur des ersten effizienten Traktors mit Verbrennungsmotor.